# لعبة الحياة (برنامج)
لعبة الحياة ديل أور نو ديل، هي نسخة المصرية من البرنامج العالمي الشهير «صفقة أو لا صفقة (Deal or No Deal)» وعرض على شاشة قناة تلفزيون الحياة. تقدمه الممثلة لبنانية رزان مغربي وقيمة الجائزة المقدمة في هذا الموسم 500.000 جنيه مصري بينما كانت في الموسم الماضي 250.000 جنيه مصري وتم أعتماد النسخة الإيطالية منه.
بدأ البرنامج في الأول أيام شهر رمضان 2008 واستمر حتى نهاية السنة. عاد البرنامج في موسم جديد في شهر رمضان 2010 ويسجل في استوديوهات القناة في مدينة الإنتاج الإعلامي بالقاهرة.

## طريقة اللعب
وتقوم المسابقة على فكرة اخفاء أربعة عشرين رقمًا ماليًا يتراوح من المليم إلى المليون جنيه مصري في صناديق مقفلة بالشمع الأحمر، ويحمل المشتركون، الذي قدموا من كل أنحاء مصر، العلب الذي يوازي عددهم عدد العلب. يتم انتقاء مشترك من الـ24 الموجودين عبر سحب يجرى عبر الكومبيوترالذي يختار عشوائيا واحد منهم.
على طاولة امامية وسط المشتركين الواقفين في نصف حلقة مفتوحة على المشاهد، تجلس رزان مع المشترك ليبدأ عملية فتح الصناديق في جولات عديدة، وبعد كل جولة يتدخل البنك عبر الهاتف ليعرض مبلغا معينا للمشترك عله يعقد معه الصفقة وينسحب أو يستمر في فتح العلب ليصل إلى علبته وحظه داخلها، إما الربح أم الخسارة. المسابقة تتخللها محطات غنائية أومقتطفات من أغنيات مفرحة أو حزينة، حسب مضمون الصندوق.

## قائمة بالمبالغ الموجودة بداخل الصناديق
| القائمة اليسرى | القائمة اليمنى |
| -------------- | -------------- |
| 1,000 ج.م.     | 0.01 ج.م.      |
| 2,000 ج.م.     | 0.50 ج.م.      |
| 3,000 ج.م.     | 1 ج.م.         |
| 5,000 ج.م.     | 5 ج.م.         |
| 10,000 ج.م.    | 10 ج.م.        |
| 25,000 ج.م.    | 25 ج.م.        |
| 50,000 ج.م.    | 50 ج.م.        |
| 75,000 ج.م.    | 100 ج.م.       |
| 100,000 ج.م.   | 150 ج.م.       |
| 125,000 ج.م.   | 250 ج.م.       |
| 250,000 ج.م.   | 500 ج.م.       |

| القائمة اليسرى | القائمة اليمنى |
| -------------- | -------------- |
| 1,000 ج.م.     | 0.01 ج.م.      |
| 2,000 ج.م.     | 0.50 ج.م.      |
| 3,000 ج.م.     | 1 ج.م.         |
| 5,000 ج.م.     | 5 ج.م.         |
| 10,000 ج.م.    | 10 ج.م.        |
| 15,000 ج.م.    | 25 ج.م.        |
| 25,000 ج.م.    | 50 ج.م.        |
| 50,000 ج.م.    | 100 ج.م.       |
| 100,000 ج.م.   | 150 ج.م.       |
| 250,000 ج.م.   | 250 ج.م.       |
| 500,000 ج.م.   | 500 ج.م.       |

ويتاح للمشاهدين في المنازل، الاتصال أو إرسال اس.ام.اس ليفوزوا بنصف جائزة المتسابقين.

## الرابحون
في النسخة المصرية ثلاثة فائزون أثنان بالربع مليون وواحدة بالنصف مليون
- أمل محمد، فازت بـ250.000 جنيه مصري؛
- سامح، فاز بـ250.000 جنيه مصري؛
- مروة علي، فازت بـ500.000 جنيه مصري؛